# Jens Rosenkjær (kemiker)
 For alternative betydninger, se Jens Rosenkjær. (Se også artikler, som begynder med Jens Rosenkjær)
Jens Rosenkjær (født 22. november 1883 i Egemosedam, død 23. juni 1976 i Kongens Lyngby) var en dansk kemiker, der var en af sin samtids mest anerkendte foredragsholdere.
Rosenkjær, der var uddanent magister i kemi, satsede hurtigt på formidlingen frem for forskningen. Fra 1911 til 1925 underviste han i naturvidenskabelige fag ved Askov Højskole. Senere kom han til Roskilde Højskole og Borups Højskole. Sideløbende med sin undervisning holdt han foredrag rundt i landet, og i 1937 blev han foredragschef i Danmarks Radio. Her var han til 1953. Som foredragschef var han ansvarlig for DR's folkeoplysende programmer.
Til ære for Jens Rosenkjær indstiftede DR i 1963 Rosenkjærprisen, der årligt uddeles til en forsker eller en kulturpersonlighed, der har formået at formidle et svært tilgængeligt emne til et større publikum.
Han er begravet på Sorgenfri Kirkegård.